# Endeweg 5 (München)

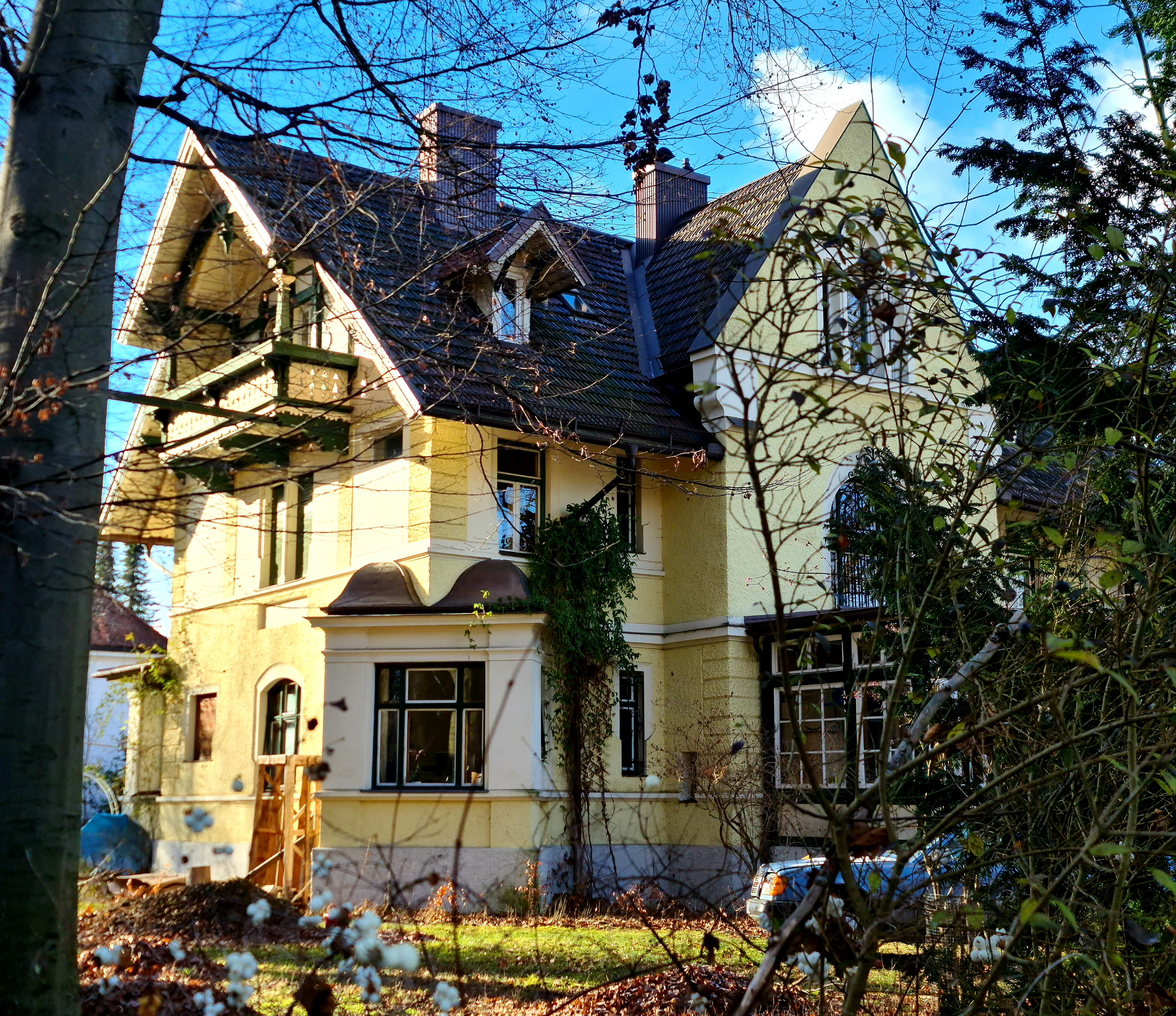
Haus Am Stadtpark 43 in Pasing

Das Gebäude Endeweg 5 (vormals Am Stadtpark 43) im Stadtteil Pasing der bayerischen Landeshauptstadt München wurde um 1895 errichtet. Die historisierende Villa ist ein geschütztes Baudenkmal.
Das Haus wurde nach Plänen des Architekten Louis Ende, Gründer der Waldkolonie Pasing, als eigenes Wohnhaus erbaut. Dem Wohnhaus war ursprünglich ein Fachwerkgebäude zugeordnet, in dem sich das Büro des Architekten befand.